# Olympische Winterspiele 1994/Teilnehmer (Italien)
| Gelbes Symbol für Goldmedaillen mit stilisierten Olympischen Ringen | Graues Symbol für Silbermedaillen mit stilisierten Olympischen Ringen | Braundes Symbol für Bronzemedaillen mit stilisierten Olympischen Ringen |
| ------------------------------------------------------------------- | --------------------------------------------------------------------- | ----------------------------------------------------------------------- |
| 7                                                                   | 5                                                                     | 8                                                                       |

Italien nahm an den Olympischen Winterspielen 1994 im norwegischen Lillehammer mit einer Delegation von 104 Athleten in elf Disziplinen teil, davon 78 Männer und 26 Frauen. Mit sieben Gold-, fünf Silber- und acht Bronzemedaillen war Italien die vierterfolgreichste Nation bei den Spielen. Beste Athletin war die Skilangläuferin Manuela Di Centa, die in allen fünf Wettbewerben, in denen sie antrat, eine Medaille gewann, darunter zwei Goldmedaillen.
Fahnenträgerin bei der Eröffnungsfeier war die Skirennläuferin Deborah Compagnoni.

## Medaillen

### Medaillenspiegel
| Rang   | Sportart    | Gold | Silber | Bronze | Gesamt |
| ------ | ----------- | ---- | ------ | ------ | ------ |
| 1      | Skilanglauf | 3    | 2      | 4      | 9      |
| 2      | Rennrodeln  | 2    | 1      | 1      | 4      |
| 3      | Ski Alpin   | 1    | 1      | 2      | 4      |
| 4      | Shorttrack  | 1    | 1      | –      | 2      |
| 5      | Bob         | –    | —      | 1      | 1      |
| Gesamt | Gesamt      | 7    | 5      | 8      | 20     |

### Medaillengewinner
| Name/n                                                             | Sportart    | Wettkampf         |
| ------------------------------------------------------------------ | ----------- | ----------------- |
| Gold                                                               |             |                   |
| Gerda Weissensteiner                                               | Rennrodeln  | Einsitzer         |
| Kurt Brugger Wilfried Huber                                        | Rennrodeln  | Doppelsitzer      |
| Maurizio Camino Orazio Fagone Hugo Herrnhof Mirko Vuillermin       | Shorttrack  | 5000-m-Staffel    |
| Deborah Compagnoni                                                 | Ski Alpin   | Riesenslalom      |
| Manuela di Centa                                                   | Skilanglauf | 15 km Freistil    |
| Manuela di Centa                                                   | Skilanglauf | 30 km klassisch   |
| Maurilio De Zolt Marco Albarello Giorgio Vanzetta Silvio Fauner    | Skilanglauf | 4 × 10 km-Staffel |
| Silber                                                             |             |                   |
| Hansjörg Raffl Norbert Huber                                       | Rennrodeln  | Doppelsitzer      |
| Mirko Vuillermin                                                   | Shorttrack  | 500 m             |
| Alberto Tomba                                                      | Ski Alpin   | Slalom            |
| Manuela di Centa                                                   | Skilanglauf | 5 km klassisch    |
| Manuela di Centa                                                   | Skilanglauf | 10 km Verfolgung  |
| Bronze                                                             |             |                   |
| Günther Huber Stefano Ticci                                        | Bobsport    | Zweierbob         |
| Armin Zöggeler                                                     | Rennrodeln  | Einsitzer         |
| Isolde Kostner                                                     | Ski Alpin   | Abfahrt           |
| Isolde Kostner                                                     | Ski Alpin   | Super-G           |
| Stefania Belmondo                                                  | Skilanglauf | 10 km Verfolgung  |
| Bice Vanzetta Manuela di Centa Gabriella Paruzzi Stefania Belmondo | Skilanglauf | 4 × 5 km-Staffel  |
| Marco Albarello                                                    | Skilanglauf | 10 km klassisch   |
| Silvio Fauner                                                      | Skilanglauf | 15 km Verfolgung  |

## Teilnehmer nach Sportarten

### Biathlon
| Athleten                                                          | Wettbewerbe        | Zeit        | Fehler      | Rang |
| ----------------------------------------------------------------- | ------------------ | ----------- | ----------- | ---- |
| Frauen                                                            |                    |             |             |      |
| Nathalie Santer                                                   | 7,5 km Sprint      | 26:38,8 min | 3 (1+2)     | 7    |
| Nathalie Santer                                                   | 15 km Einzel       | 56:07,4 min | 8 (2+2+1+3) | 25   |
| Männer                                                            |                    |             |             |      |
| Pieralberto Carrara                                               | 10 km Sprint       | 30:33,1 min | 3 (1+2)     | 23   |
| Pieralberto Carrara                                               | 20 km Einzel       | 1:00:14,2 h | 4 (0+2+0+2) | 15   |
| Patrick Favre                                                     | 20 km Einzel       | 1:00:40,3 h | 3 (0+1+1+1) | 22   |
| Wilfried Pallhuber                                                | 10 km Sprint       | 30:35,2 min | 3 (1+2)     | 24   |
| Wilfried Pallhuber                                                | 20 km Einzel       | 1:00:27,1 h | 5 (2+0+2+1) | 20   |
| Johann Passler                                                    | 10 km Sprint       | 29:53,1 min | 2 (0+2)     | 13   |
| Andreas Zingerle                                                  | 10 km Sprint       | 31:50,5 min | 2 (1+1)     | 44   |
| Andreas Zingerle                                                  | 20 km Einzel       | 58:54,1 min | 3 (1+1+0+1) | 6    |
| Patrick Favre Johann Passler Pieralberto Carrara Andreas Zingerle | 4 × 7,5 km-Staffel | 1:33:17,3 h | 5           | 6    |

### Bob
| Athleten                                                                                         | Wettbewerb | Lauf 1  | Lauf 1 | Lauf 2  | Lauf 2 | Lauf 3  | Lauf 3 | Lauf 4  | Lauf 4 | Gesamt      | Gesamt |
| Athleten                                                                                         | Wettbewerb | Zeit    | Rang   | Zeit    | Rang   | Zeit    | Rang   | Zeit    | Rang   | Zeit        | Rang   |
| ------------------------------------------------------------------------------------------------ | ---------- | ------- | ------ | ------- | ------ | ------- | ------ | ------- | ------ | ----------- | ------ |
| Männer                                                                                           |            |         |        |         |        |         |        |         |        |             |        |
| Pasquale Gesuito Antonio Tartaglia                                                               | Zweierbob  | 52,92 s | 11     | 53,33 s | 10     | 52,89 s | 6      | 53,31 s | 9      | 3:32,45 min | 9      |
| Günther Huber Stefano Ticci                                                                      | Zweierbob  | 52,61 s | 3      | 52,80 s | 2      | 52,69 s | 1      | 52,91 s | 2      | 3:31,01 min | Bronze |
| Pasquale Gesuito Paolo Canedi Silvio Calcagno Antonio Stiffi                                     | Viererbob  | 52,87 s | 23     | 52,78 s | 22     | 52,97 s | 22     | 53,33 s | 23     | 3:31,95 min | 22     |
| Günther Huber Antonio Tartaglia Bernhard Mair (Lauf 1–2) Mirco Ruggiero Stefano Ticci (Lauf 3–4) | Viererbob  | 51,78 s | 3      | 52,29 s | 9      | 52,60 s | 17     | 52,75 s | 17     | 3:29,42 min | 9      |

### Eishockey
| Wettbewerb        | Männer |
| ----------------- | --- |
| Spieler           | Bruno Campese David Delfino Mike Rosati Phil Di Gaetano Robert Oberrauch Leo Insam Jim Camazzola Bill Stewart Toni Circelli Michael De Angelis Luigi Da Corte Emilio Iovio Lino De Toni Roland Ramoser Maurizio Mansi Bruno Zarrillo Gaetano Orlando Alexander Gschliesser Patrick Brugnoli Lucio Topatigh Martin Pavlu Vezio Sacratini Stefano Figliuzzi |
| Trainer           | Bryan Lefley |
| Vorrunde          | Kanada 2:7 (1:2, 0:4, 1:1) Schweden 1:4 (0:1, 1:1, 0:2) Slowakei 4:10 (2:6, 1:3, 1:1) Frankreich 7:3 (2:1, 3:2, 2:0) Vereinigte Staaten 1:7 (1:5, 0:1, 0:1) |
| Viertelfinale     | — |
| Platzierungsrunde | Norwegen 6:3 (3:2, 1:1, 2:0) |
| Spiel um Platz 9  | Frankreich 3:2 (1:1, 0:1, 2:0) |
| Platzierung       | 9 |

### Eisschnelllauf
| Athleten             | Wettbewerbe | Zeit         | Rang |
| -------------------- | ----------- | ------------ | ---- |
| Frauen               |             |              |      |
| Elena Belci          | 1500 m      | 2:05,99 min  | 12   |
| Elena Belci          | 3000 m      | DSQ          | DSQ  |
| Elena Belci          | 5000 m      | 7:20,33 min  | 4    |
| Elisabetta Pizio     | 1500 m      | 2:11,02 min  | 29   |
| Elisabetta Pizio     | 3000 m      | 4:32,34 min  | 18   |
| Männer               |             |              |      |
| Davide Carta         | 500 m       | 37,98 s      | 32   |
| Davide Carta         | 1000 m      | 1:16,46 min  | 38   |
| Davide Carta         | 1500 m      | 1:57,46 min  | 34   |
| Alessandro De Taddei | 500 m       | 37,87 s      | 29   |
| Alessandro De Taddei | 1000 m      | 1:15,62 min  | 30   |
| Alessandro De Taddei | 1500 m      | DNF          | DNF  |
| Roberto Sighel       | 1000 m      | 1:15,35 min  | 25   |
| Roberto Sighel       | 1500 m      | 1:54,51 min  | 12   |
| Roberto Sighel       | 5000 m      | 6:57,70 min  | 15   |
| Roberto Sighel       | 10.000 m    | 14:27,59 min | 15   |

### Freestyle-Skiing
| Athleten          | Wettbewerbe | Qualifikation | Qualifikation | Finale        | Finale        | Rang |
| Athleten          | Wettbewerbe | Punkte        | Rang          | Punkte        | Rang          | Rang |
| ----------------- | ----------- | ------------- | ------------- | ------------- | ------------- | ---- |
| Frauen            |             |               |               |               |               |      |
| Silvia Marciandi  | Buckelpiste | 22,99         | 12            | 23,36         | 10            | 10   |
| Petra Moroder     | Buckelpiste | 19,83         | 22            | ausgeschieden | ausgeschieden | 22   |
| Männer            |             |               |               |               |               |      |
| Simone Mottini    | Buckelpiste | 22,87         | 22            | ausgeschieden | ausgeschieden | 22   |
| Walter Osta       | Buckelpiste | 14,13         | 29            | ausgeschieden | ausgeschieden | 29   |
| Freddy Romano     | Aerials     | 115,21        | 23            | ausgeschieden | ausgeschieden | 23   |
| Alessandro Scottà | Aerials     | 149,34        | 21            | ausgeschieden | ausgeschieden | 21   |

### Nordische Kombination
| Athleten                                 | Wettbewerb                        | Skispringen | Skispringen | Langlauf    | Langlauf | Zeit        | Rang |
| Athleten                                 | Wettbewerb                        | Punkte      | Rang        | Zeit        | Rang     | Zeit        | Rang |
| ---------------------------------------- | --------------------------------- | ----------- | ----------- | ----------- | -------- | ----------- | ---- |
| Männer                                   |                                   |             |             |             |          |             |      |
| Andrea Cecon                             | Gundersen-Wettkampf Normalschanze | 192,5       | 27          | 41:22,1 min | 33       | 47:25,1 min | 33   |
| Andrea Longo                             | Gundersen-Wettkampf Normalschanze | 169,5       | 43          | 42:13,1 min | 40       | 50:49,1 min | 44   |
| Simone Pinzani                           | Gundersen-Wettkampf Normalschanze | 168,0       | 45          | 44:40,7 min | 50       | 53:26,7 min | 49   |
| Andrea Cecon Andrea Longo Simone Pinzani | Mannschaft                        | 544,5       | 11          | 1:29:27,1 h | 11       | 1:45:12,1 h | 11   |

### Rennrodeln
| Athlet                       | Wettbewerb   | Lauf 1   | Lauf 1 | Lauf 2   | Lauf 2 | Lauf 3   | Lauf 3 | Lauf 4   | Lauf 4 | Gesamt       | Gesamt |
| Athlet                       | Wettbewerb   | Zeit     | Rang   | Zeit     | Rang   | Zeit     | Rang   | Zeit     | Rang   | Zeit         | Rang   |
| ---------------------------- | ------------ | -------- | ------ | -------- | ------ | -------- | ------ | -------- | ------ | ------------ | ------ |
| Frauen                       |              |          |        |          |        |          |        |          |        |              |        |
| Natalie Obkircher            | Einsitzer    | 49,046 s | 5      | 49,252 s | 6      | 49,181 s | 2      | 49,458 s | 11     | 3:16,937 min | 5      |
| Gerda Weißensteiner          | Einsitzer    | 48,740 s | 1      | 48,890 s | 1      | 48,950 s | 1      | 48,937 s | 1      | 3:15,517 min | Gold   |
| Männer                       |              |          |        |          |        |          |        |          |        |              |        |
| Arnold Huber                 | Einsitzer    | 50,558 s | 4      | 50,763 s | 5      | 50,546 s | 8      | 50,551 s | 6      | 3:22,418 min | 4      |
| Norbert Huber                | Einsitzer    | 50,659 s | 8      | 50,836 s | 8      | 50,399 s | 7      | 50,580 s | 8      | 3:22,474 min | 6      |
| Armin Zöggeler               | Einsitzer    | 50,441 s | 3      | 50,601 s | 3      | 50,365 s | 6      | 50,426 s | 1      | 3:21,833 min | Bronze |
| Kurt Brugger Wilfried Huber  | Doppelsitzer | 48,348 s | 2      | 48,372 s | 1      | —        | —      | —        | —      | 1:36,720 min | Gold   |
| Hansjörg Raffl Norbert Huber | Doppelsitzer | 48,274 s | 1      | 48,495 s | 2      | —        | —      | —        | —      | 1:36,769 min | Silber |

### Shorttrack
| Athleten                                                                      | Wettbewerbe    | Vorlauf     | Vorlauf | Viertelfinale | Viertelfinale | Halbfinale    | Halbfinale    | Finale        | Finale        | Rang   |
| Athleten                                                                      | Wettbewerbe    | Zeit        | Rang    | Zeit          | Rang          | Zeit          | Rang          | Zeit          | Rang          | Rang   |
| ----------------------------------------------------------------------------- | -------------- | ----------- | ------- | ------------- | ------------- | ------------- | ------------- | ------------- | ------------- | ------ |
| Frauen                                                                        |                |             |         |               |               |               |               |               |               |        |
| Barbara Baldissera                                                            | 500 m          | 1:19,96 min | 3       | ausgeschieden | ausgeschieden | ausgeschieden | ausgeschieden | ausgeschieden | ausgeschieden | 24     |
| Marinella Canclini                                                            | 500 m          | 47,19 s     | 1       | 1:28,77 min   | 4             | ausgeschieden | ausgeschieden | ausgeschieden | ausgeschieden | 11     |
| Marinella Canclini                                                            | 1000 m         | 1:39,74 min | 2       | 1:39,20 min   | 4             | ausgeschieden | ausgeschieden | ausgeschieden | ausgeschieden | 15     |
| Katia Colturi                                                                 | 1000 m         | 1:46,89 min | 3       | ausgeschieden | ausgeschieden | ausgeschieden | ausgeschieden | ausgeschieden | ausgeschieden | 22     |
| Katia Mosconi                                                                 | 500 m          | 47,90 s     | 3       | ausgeschieden | ausgeschieden | ausgeschieden | ausgeschieden | ausgeschieden | ausgeschieden | 18     |
| Katia Mosconi                                                                 | 1000 m         | 1:41,51 min | 3       | ausgeschieden | ausgeschieden | ausgeschieden | ausgeschieden | ausgeschieden | ausgeschieden | 18     |
| Barbara Baldissera Marinella Canclini Katia Colturi Katia Mosconi Mara Urbani | 3000-m-Staffel | —           | —       | —             | —             | 4:45,18 min   | 4             | 4:34,46 min   | 1             | 4      |
| Männer                                                                        |                |             |         |               |               |               |               |               |               |        |
| Orazio Fagone                                                                 | 500 m          | DSQ         | DSQ     | DSQ           | DSQ           | DSQ           | DSQ           | DSQ           | DSQ           | 31     |
| Orazio Fagone                                                                 | 1000 m         | 1:32,19 min | 2       | DSQ           | DSQ           | DSQ           | DSQ           | DSQ           | DSQ           | 15     |
| Mirko Vuillermin                                                              | 500 m          | 44,29 s     | 1       | 43,85 s       | 2             | 43,58 s       | 1             | 43,47 s       | 2             | Silber |
| Mirko Vuillermin                                                              | 1000 m         | 1:33,51 min | 3       | ausgeschieden | ausgeschieden | ausgeschieden | ausgeschieden | ausgeschieden | ausgeschieden | 21     |
| Maurizio Carnino Orazio Fagone Hugo Herrnhof Mirko Vuillermin                 | 5000-m-Staffel | —           | —       | —             | —             | 7:13,34 min   | 1             | 7:11,74 min   | 1             | Gold   |

### Ski Alpin
| Athleten             | Wettbewerbe        | 1. Lauf     | 1. Lauf | 2. Lauf     | 2. Lauf | Gesamt      | Gesamt |
| Athleten             | Wettbewerbe        | Zeit        | Rang    | Zeit        | Rang    | Zeit        | Rang   |
| -------------------- | ------------------ | ----------- | ------- | ----------- | ------- | ----------- | ------ |
| Frauen               |                    |             |         |             |         |             |        |
| Deborah Compagnoni   | Riesenslalom       | 1:20,37 min | 1       | 1:10,60 min | 1       | 2:30,97 min | Gold   |
| Deborah Compagnoni   | Slalom             | 1:00,25 min | 6       | 58,01 s     | 11      | 1:58,26 min | 10     |
| Deborah Compagnoni   | Super-G            | —           | —       | —           | —       | 1:23,54 min | 17     |
| Morena Gallizio      | Abfahrt            | —           | —       | —           | —       | 1:37,94 min | 14     |
| Morena Gallizio      | Alpine Kombination | 1:28,71 min | 6       | 1:38,00 min | 4       | 3:06,71 min | 4      |
| Morena Gallizio      | Riesenslalom       | DNF         | DNF     | DNF         | DNF     | DNF         | DNF    |
| Morena Gallizio      | Slalom             | 1:00,49 min | 9       | 57,76 s     | 9       | 1:58,19 min | 9      |
| Morena Gallizio      | Super-G            | —           | —       | —           | —       | 1:22,73 min | 5      |
| Isolde Kostner       | Abfahrt            | —           | —       | —           | —       | 1:36,85 min | Bronze |
| Isolde Kostner       | Alpine Kombination | 1:28,52 min | 3       | DNF         | DNF     | DNF         | DNF    |
| Isolde Kostner       | Super-G            | —           | —       | —           | —       | 1:22,45 min | Bronze |
| Lara Magoni          | Riesenslalom       | 1:21,85 min | 10      | 1:12,82 min | 8       | 2:34,67 min | 7      |
| Lara Magoni          | Slalom             | 1:00,77 min | 12      | 59,24 s     | 18      | 2:00,01 min | 16     |
| Barbara Merlin       | Abfahrt            | —           | —       | —           | —       | 1:38,65 min | 25     |
| Barbara Merlin       | Alpine Kombination | 1:29,67 min | 17      | 1:47,64 min | 17      | 3:17,31 min | 16     |
| Sabina Panzanini     | Riesenslalom       | 1:22,94 min | 16      | 1:13,59 min | 19      | 2:36,53 min | 15     |
| Bibiana Perez        | Abfahrt            | —           | —       | —           | —       | DNF         | DNF    |
| Bibiana Perez        | Alpine Kombination | 1:29,15 min | 11      | 1:41,49 min | 12      | 3:10,64 min | 12     |
| Bibiana Perez        | Super-G            | —           | —       | —           | —       | DNF         | DNF    |
| Roberta Serra        | Slalom             | 1:00,39 min | 9       | 57,49 s     | 4       | 1:57,88 min | 7      |
| Männer               |                    |             |         |             |         |             |        |
| Norman Bergamelli    | Riesenslalom       | 1:29,39 min | 11      | 1:23,73 min | 2       | 2:53,12 min | 6      |
| Norman Bergamelli    | Slalom             | DNF         | DNF     | DNF         | DNF     | DNF         | DNF    |
| Luigi Colturi        | Abfahrt            | —           | —       | —           | —       | 1:47,05 min | 21     |
| Alessandro Fattori   | Alpine Kombination | 1:38,25 min | 10      | DNF         | DNF     | DNF         | DNF    |
| Alessandro Fattori   | Super-G            | —           | —       | —           | —       | DNF         | DNF    |
| Kristian Ghedina     | Abfahrt            | —           | —       | —           | —       | 1:46,99 min | 20     |
| Kristian Ghedina     | Alpine Kombination | 1:38,14 min | 8       | 1:45,03 min | 22      | 3:23,17 min | 16     |
| Gerhard Königsrainer | Riesenslalom       | 1:29,16 min | 9       | 1:24,45 min | 12      | 2:53,61 min | 10     |
| Gianfranco Martin    | Alpine Kombination | 1:38,84 min | 15      | 1:43,85 min | 19      | 3:22,69 min | 15     |
| Gianfranco Martin    | Riesenslalom       | 1:32,28 min | 33      | 1:27,56 min | 30      | 2:59,84 min | 29     |
| Werner Perathoner    | Super-G            | —           | —       | —           | —       | 1:33,10 min | 5      |
| Peter Runggaldier    | Abfahrt            | —           | —       | —           | —       | 1:46,39 min | 12     |
| Peter Runggaldier    | Super-G            | —           | —       | —           | —       | 1:34,44 min | 15     |
| Fabrizio Tescari     | Slalom             | DNF         | DNF     | DNF         | DNF     | DNF         | DNF    |
| Alberto Tomba        | Riesenslalom       | 1:29,53 min | 13      | DSQ         | DSQ     | DSQ         | DSQ    |
| Alberto Tomba        | Slalom             | 1:02,84 min | 12      | 59,33 s     | 1       | 2:02,17 min | Silber |
| Pietro Vitalini      | Abfahrt            | —           | —       | —           | —       | 1:46,48 min | 13     |
| Pietro Vitalini      | Super-G            | —           | —       | —           | —       | 1:34,46 min | 16     |
| Angelo Weiss         | Slalom             | 1:02,77 min | 10      | 1:00,95 min | 6       | 2:03,72 min | 8      |

### Skilanglauf
| Athleten                                                           | Wettbewerbe       | Zeit        | Rang   |
| ------------------------------------------------------------------ | ----------------- | ----------- | ------ |
| Frauen                                                             |                   |             |        |
| Stefania Belmondo                                                  | 5 km klassisch    | 15:04,0 min | 13     |
| Stefania Belmondo                                                  | 10 km Verfolgung  | 28:13,1 min | Bronze |
| Stefania Belmondo                                                  | 15 km Freistil    | 41:33,6 min | 4      |
| Guidina Dal Sasso                                                  | 30 km klassisch   | 1:30:47,5 h | 17     |
| Manuela Di Centa                                                   | 5 km klassisch    | 14:28,3 min | Silber |
| Manuela Di Centa                                                   | 10 km Verfolgung  | 27:38,4 min | Silber |
| Manuela Di Centa                                                   | 15 km Freistil    | 39:44,5 min | Gold   |
| Manuela Di Centa                                                   | 30 km klassisch   | 1:25:41,6 h | Gold   |
| Gabriella Paruzzi                                                  | 5 km klassisch    | 15:34,7 min | 24     |
| Gabriella Paruzzi                                                  | 10 km Verfolgung  | 30:20,9 min | 18     |
| Gabriella Paruzzi                                                  | 15 km Freistil    | 43:05,1 min | 12     |
| Gabriella Paruzzi                                                  | 30 km klassisch   | 1:33:28,9 h | 30     |
| Sabina Valbusa                                                     | 15 km Freistil    | 45:03,9 min | 26     |
| Bice Vanzetta                                                      | 5 km klassisch    | 15:21,3 h   | 19     |
| Bice Vanzetta                                                      | 10 km Verfolgung  | 32:35,1 min | 34     |
| Bice Vanzetta Manuela Di Centa Gabriella Paruzzi Stefania Belmondo | 4 × 5 km-Staffel  | 58:42,6 min | Bronze |
| Männer                                                             |                   |             |        |
| Marco Albarello                                                    | 10 km klassisch   | 24:42,3 min | Bronze |
| Marco Albarello                                                    | 15 km Verfolgung  | 38:14,1 min | 10     |
| Maurilio De Zolt                                                   | 30 km Freistil    | 1:14:55,5 h | 5      |
| Maurilio De Zolt                                                   | 50 km klassisch   | 2:10:12,1 h | 7      |
| Silvio Fauner                                                      | 10 km klassisch   | 25:08,1 min | 8      |
| Silvio Fauner                                                      | 15 km Verfolgung  | 37:28,6 min | Bronze |
| Silvio Fauner                                                      | 30 km Freistil    | 1:15:27,7 h | 7      |
| Silvio Fauner                                                      | 50 km klassisch   | 2:11:09,6 h | 11     |
| Gianfranco Polvara                                                 | 30 km Freistil    | DSQ         | DSQ    |
| Gianfranco Polvara                                                 | 50 km klassisch   | 2:18:40,3 h | 31     |
| Fulvio Valbusa                                                     | 10 km klassisch   | 26:26,2 min | 29     |
| Fulvio Valbusa                                                     | 15 km Verfolgung  | 40:16,3 min | 22     |
| Giorgio Vanzetta                                                   | 10 km klassisch   | 25:48,1 min | 15     |
| Giorgio Vanzetta                                                   | 15 km Verfolgung  | 38:11,6 min | 9      |
| Giorgio Vanzetta                                                   | 30 km Freistil    | 1:16:35,2 h | 14     |
| Giorgio Vanzetta                                                   | 50 km klassisch   | 2:10:16,4 h | 8      |
| Maurilio De Zolt Marco Albarello Giorgio Vanzetta Silvio Fauner    | 4 × 10 km-Staffel | 1:41:15,0 h | Gold   |

### Skispringen
| Athleten                                            | Wettbewerb             | 1. Durchgang | 1. Durchgang | 1. Durchgang | 2. Durchgang | 2. Durchgang | 2. Durchgang | Gesamt | Gesamt |
| Athleten                                            | Wettbewerb             | Weite        | Punkte       | Rang         | Weite        | Punkte       | Rang         | Punkte | Rang   |
| --------------------------------------------------- | ---------------------- | ------------ | ------------ | ------------ | ------------ | ------------ | ------------ | ------ | ------ |
| Männer                                              |                        |              |              |              |              |              |              |        |        |
| Roberto Cecon                                       | Normalschanze          | 90,5 m       | 115,0        | 21           | 88,5 m       | 111,5        | 22           | 226,5  | 19     |
| Roberto Cecon                                       | Großschanze            | 104,0 m      | 85,2         | 28           | 112,5 m      | 103,0        | 10           | 188,2  | 16     |
| Ivan Lunardi                                        | Normalschanze          | 84,0 m       | 95,5         | 43           | 84,5 m       | 103,0        | 28           | 198,5  | 32     |
| Ivan Lunardi                                        | Großschanze            | 108,0 m      | 92,4         | 21           | 101,5 m      | 79,2         | 20           | 171,6  | 20     |
| Ivo Pertile                                         | Normalschanze          | 89,5 m       | 111,5        | 27           | 80,0 m       | 93,0         | 33           | 204,5  | 31     |
| Ivo Pertile                                         | Großschanze            | 97,5 m       | 72,0         | 32           | 95,5 m       | 68,9         | 34           | 140,9  | 32     |
| Roberto Cecon Ivo Pertile Ivan Lunardi Andrea Cecon | Mannschaft Großschanze | 453,5 m      | 405,8        | 7            | 437,5 m      | 376,5        | 8            | 782,3  | 8      |